# 山田憲吾
山田 憲吾（やまだ けんご、1911年（明治44年）9月1日 - 1990年（平成2年）1月19日）は、日本の医学者、整形外科医。新潟県北蒲原郡中条町（現胎内市）出身。京都帝国大学医学部医学科卒業。徳島大学名誉教授。勲二等瑞宝章受章。

## 経歴
- 1932年 第三高等学校卒業。
- 1937年 京都帝国大学医学部医学科卒業。同年4月に同大学医学部副手に就任。
- 1938年 日本赤十字社島根県支部病院（現松江赤十字病院）医員に就任。
- 1940年 京都帝国大学病院（現京都大学医学部附属病院）助手に就任。
- 1946年 日本医療団新発田病院整形外科医長に就任。
- 1948年 京都大学医学部講師に就任。
- 1953年 京都大学医学部助教授に就任。
- 1954年 徳島大学医学部教授に就任。
- 1962年 徳島大学医学部付属病院院長に併任。
- 1963年 徳島大学医学部付属衛生検査技師学校長に併任。
- 1964年 徳島大学評議員に併任。
- 1972年 徳島市民病院長に併任。
- 1975年 徳島大学保健管理センター所長に就任。
- 1976年 徳島大学学長に就任。[1]
- 1978年 鳴門教育大学創設準備室長に併任。
- 1979年 徳島大学名誉教授に就任。
- 1981年 玉造厚生年金病院長に就任。
- 1983年 愛媛十全医療学院長兼付属病院長に就任。また勲二等瑞宝章受章。
- 1988年 老人保健施設喜久寿苑延長就任。[2]

## 著書

### 単著
- 『私のあゆみ 小さなメモ帳』山田憲吾、1987年10月。 NCID BN08215334。

### 共編
- 山田憲吾・井上駿一編 編『脊柱変形』医学書院、1977年4月。 NCID BN03688055。

## 関連書
- 『山田憲吾学長退官記念業績集（1954～1978）』徳島大学医学部整形外科学教室、1979年2月。 NCID BB00553962。